# Rigoman
Rigoberto Hayns conocido artísticamente como Rigo Man es un cantante Panameño de Reggae en español nacido el 1 de septiembre de 1969 en el barrio de Río Abajo en el país de Panamá. Quién a los 12 años de edad, comienza a tener sus inspiraciones de cantar junto con sus amistades del barrio, improvisando canciones que le inspiraban sus ídolos jamaicanos como Yellowman y Papa Echo.

## Historia
Rigoman a su temprana edad le tocó radicar al exterior, y junto con sus parientes viaja a los Estados Unidos, donde llega a la ciudad de Nueva York, para volver a empezar a trabajar para un futuro diferente, ya que lamentablemente en Panamá las cosas empezaron a complicarse paulatinamente debido a la dictadura militar que se vivía en los años 80. Apenas llegó a este país, entró a la escuela Port Richmond, donde responsablemente terminó sus estudios secundarios.
Su profesión y dedicación estaba ligada al Arte culinario, si no hasta escuchar por primera vez a Nando Boom y El General las canciones de Reggae en español, en los Estados Unidos e internacional, le llamo la atención y empezó a desarrollarse musicalmente.

### Inicio de su carrera
Sus dos primeros temas que lo hacen famoso de un solo instante en 1992, fue "el cha cha cha" y el éxito de toda la vida y que marca su nombre en el género panameño con el tema "Mi Vecina", en el cual describe a una típica mujer de carácter entrometida y vigilante a lo que el artista realiza durante sus quehaceres en su hogar, esta canción emitió su vídeo musical en la televisora panameña Telemetro Panamá.
Luego en el año 1993 saca otros temas como algo que nunca podré olvidar, es un problema y vengo mejor.
Dado por desaparecido del ámbito musical en un corto tiempo debido a sus responsabilidades, el artista llega a Panamá y se reúne con Pucho Bustamante, donde saca otros temas en la producción del disco Spanish Vibes vol. 2 en el año 1995 y también en la producción del disco The Creation en el año 1997.
Su última aparición fue en la vieja compilación del disco Spanish Oil 5 en el año de 1998, producida por el reconocido productor de Reggae en español El Chombo, quién lamentablemente le cambió la versión original de la grabación del disco, haciéndole el Loop a la introducción y eliminando la voz del cantante Rigo Man.

## Retiro y actualidad
Rigo Man está dedicado a su familia, y no para de tener contratos como Disc jockey para presentaciones de reggae junto con artistas de la vieja escuela como Pocho Pan, La Atrevida, El Maleante y Negro Jetro en clubes de Brooklyn y otros lugares de la ciudad de Ámsterdam.